# 金原亭馬生 (11代目)
十一代目 金原亭 馬生（きんげんてい ばしょう、1947年9月28日 - ）は、東京都中央区銀座出身の落語家。本名∶佐竹 守。落語協会所属。出囃子は『七福神』。

## 経歴

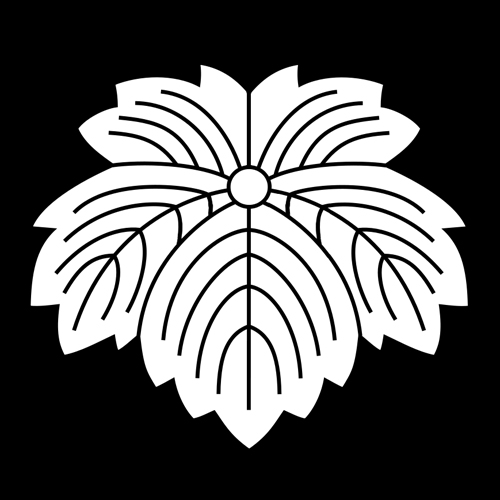
十一代目金原亭馬生定紋「鬼蔦」

東京都中央区銀座木挽町に生まれる。本名は「佐竹 守」といい、祖先は佐竹氏である。東京都立第三商業高等学校卒業。
1969年3月、十代目金原亭馬生に入門し小駒を名乗り、立川談吾と共に楽屋入り。同年9月に初高座、人形町末広にて演目は道灌。1978年3月、古今亭菊龍、夢月亭歌麿と共に二ツ目昇進し馬治に改名。1982年師匠馬生が死去。兄弟子金原亭伯楽門下へ移る。
1987年3月、古今亭菊龍、柳家〆治、古今亭志ん彌と共に真打昇進。1999年9月に十一代目金原亭馬生を襲名。2014年6月、落語協会理事に就任する。

## 人物
『NHKラジオ深夜便』の「深夜便 落語百選」に解説役として出演中。
噺家の芝居である「鹿芝居」の継承者として、年一度国立演芸場で一座を率いて公演している。

## 芸歴
- 1969年3月 - 十代目金原亭馬生に入門、前座名「小駒」。
- 1978年 - 二ツ目昇進、「馬治」と改名。
- 1982年 - 師匠馬生が死去、兄弟子金原亭伯楽門下へ移籍。
- 1987年 - 真打昇進。
- 1999年 - 「十一代目金原亭馬生」を襲名。

## 演目

### 古典
- 井戸の茶碗
- 王子の狐
- 笠碁
- 紙入れ
- 替り目
- 稽古屋
- 死神
- 芝浜
- 茶金
- 佃祭
- つづらの間男
- 唐茄子屋政談
- 富久
- 中村仲蔵
- なめる
- 二番煎じ
- 猫の災難
- 猫の皿
- 抜け雀
- 干物箱
- 百年目
- 船徳
- 文七元結
- 庖丁
- 牡丹灯籠―栗橋宿―
- 百川
- 柳田格之進
- 淀五郎
- らくだ

#### 廓噺
- 明烏
- 居残り佐平次
- お直し
- 品川心中
- 辰巳の辻占
- 文違い

## 役職
- 2014年∶落語協会理事に就任。

## 出囃子
- どんどん節（1978年 - 1999年）
- 七福神（1999年 - ）

## 受賞歴
- 1986年∶日刊飛切努力賞
- 1987年
  - スポニチ若手演芸大賞
  - 国立演芸場花形演芸大賞
- 2000年∶浅草芸能大賞奨励賞

## 弟子

### 真打
- 金原亭馬治
- 金原亭小馬生
- 五代目桂三木助

### 二ツ目
- 金原亭馬久
- 金原亭小駒
- 金原亭馬太郎
- 金原亭馬吉